# العلاقات البنينية الجورجية
العلاقات البنينية الجورجية هي العلاقات الثنائية التي تجمع بين بنين وجورجيا.

## مقارنة بين البلدين
هذه مقارنة عامة ومرجعية للدولتين:
| وجه المقارنة                                              | بنين            | جورجيا                          |
| --------------------------------------------------------- | --------------- | ------------------------------- |
| المساحة (كم2)                                             | 114.76 ألف      | 69.70 ألف                       |
| عدد السكان (نسمة)                                         | 11.18 مليون     | 3.72 مليون                      |
| الكثافة السكانية (ن./كم²)                                 | 97.42           | 53.37                           |
| العاصمة                                                   | بورتو نوفو      | تبليسي، كوتايسي                 |
| اللغة الرسمية                                             | لغة فرنسية      | اللغة الجورجية، اللغة الأبخازية |
| العملة                                                    | فرنك غرب أفريقي | لاري جورجي                      |
| الناتج المحلي الإجمالي (بليون دولار)                      | 9.27 مليار      | 15.16 مليار                     |
| الناتج المحلي الإجمالي (تعادل القوة الشرائية) بليون دولار | 22.38 مليار     | 35.68 مليار                     |
| الناتج المحلي الإجمالي الاسمي للفرد دولار أمريكي          | 762             | 3.79 ألف                        |
| الناتج المحلي الإجمالي للفرد دولار أمريكي                 | 2.03 ألف        |                                 |
| مؤشر التنمية البشرية                                      | 0.480           | 0.754                           |
| رمز المكالمات الدولي                                      | +229            | +995                            |
| رمز الإنترنت                                              | .bj             | .ge، .გე ‏                       |
| المنطقة الزمنية                                           | ت ع م+01:00     | ت ع م+04:00                     |

## منظمات دولية مشتركة
يشترك البلدان في عضوية مجموعة من المنظمات الدولية، منها:
| علم المنظمة | اسم المنظمة                   | تاريخ انضمام بنين | تاريخ انضمام جورجيا |
| ----------- | ----------------------------- | ----------------- | ------------------- |
|             | يونسكو                        | 18 أكتوبر 1960    | 7 أكتوبر 1992       |
|             | مؤسسة التمويل الدولية         | 5 فبراير 1987     | 29 يونيو 1995       |
|             | مؤسسة التنمية الدولية         | 16 سبتمبر 1963    | 31 أغسطس 1993       |
|             | منظمة التجارة العالمية        | ?                 | 14 يونيو 2000       |
|             | الاتحاد البريدي العالمي       | ?                 | ?                   |
|             | الاتحاد الدولي للاتصالات      | 1961              | 7 يناير 1993        |
|             | الأمم المتحدة                 | 20 سبتمبر 1960    | 31 يوليو 1992       |
|             | البنك الدولي للإنشاء والتعمير | 10 يوليو 1963     | 7 أغسطس 1992        |

## وصلات خارجية
- موقع وزارة الخارجية الجورجية